# Dadallah al-Bulushi
Dadallah Noor Mohamed al-Bulushi (arabisch داد الله نور محمد البلوشي, DMG Dād Allāh Nūr Muḥammad al-Bulūšī; geb. 17. August 1958 in Makran) ist ein ehemaliger omanischer Sportschütze.

## Sport
Al-Bulushi war einer von 16 Athleten, zusammen mit seinem Bruder Abdul Latif, die bei der ersten Teilnahme des Oman bei den Olympischen Sommerspielen 1984 in Los Angeles antraten. Im Wettbewerb 50 m Liegend belegte er mit einer Gesamtpunktzahl von 582 Punkten den 49. Platz und im Dreistellungskampf mit dem Kleinkaliber mit 1050 Punkten Rang 50.
24 Jahre später qualifizierte er sich für die Teilnahme an den Olympischen Spielen 2008 in Peking. Im Wettkampf 50 m Liegend kam er mit 582 Punkten auf Rang 51. Er diente auch als Fahnenträger bei der  Eröffnungszeremonie.
Al-Bulushi nahm auch an den Asienspielen 1994 (Hiroshima), 2002 (Busan), 2006 (Doha) und 2010 (Guangzhou) teil.